# Saliut 4

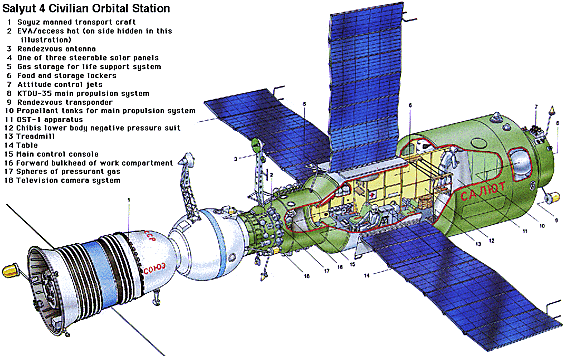
Diagrama del Saliut 4

Insígnia del programa Saliut

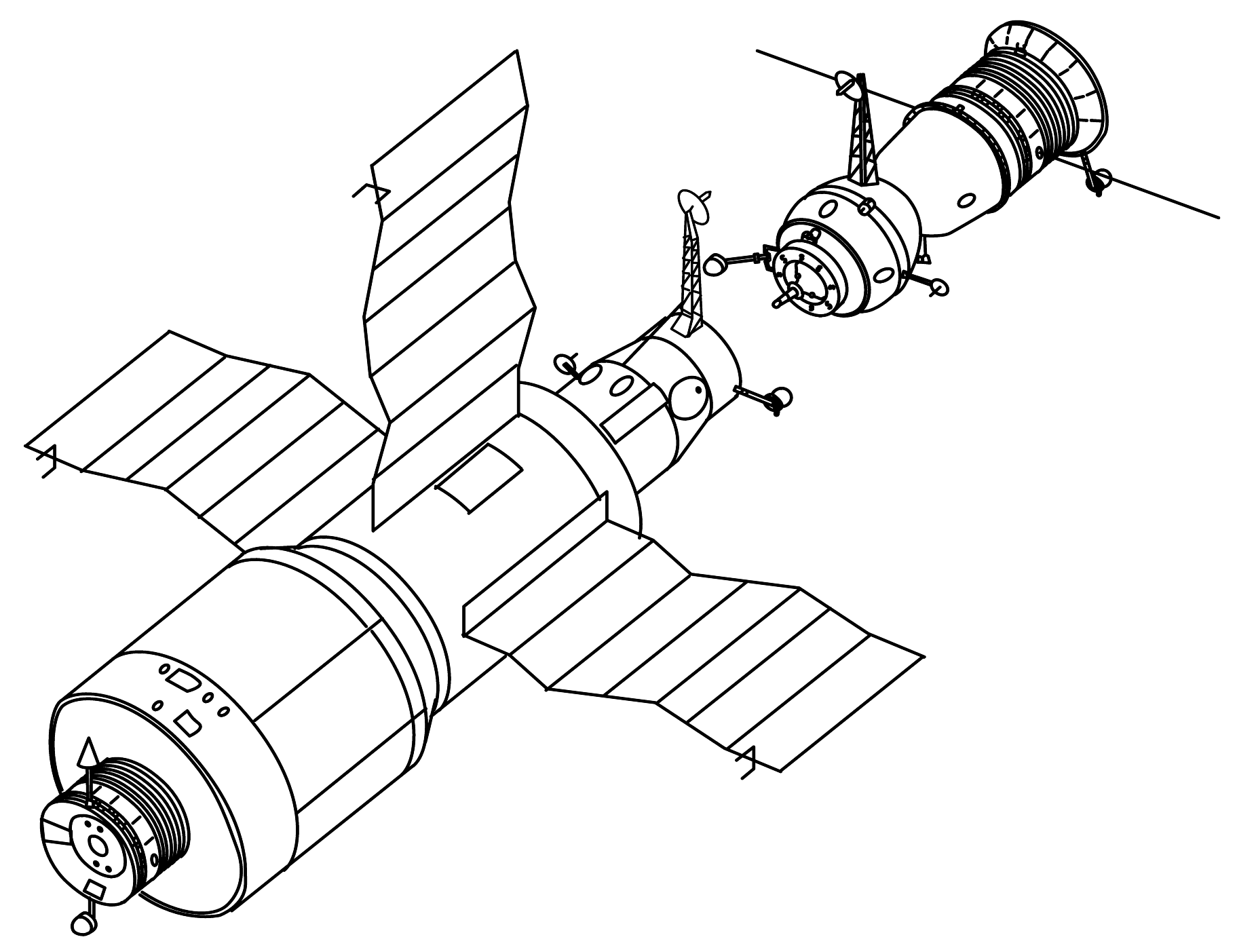
Dibuix del DOS-3 i el Saliut 4

Saliut 4 (DOS 4) (en rus:Салют-4); va ser una estació espacial, que pesava 18.500 kg, dins el Programa Saliut que va ser llançada, des del cosmòdrom de Baikonur el 26 de desembre de 1974 a una òrbita amb un apogeu de 355 km, un perigeu de 343 km i una inclinació orbital de 51,6 graus. Era essencialment una còpia del DOS 3, i en aquest cas va ser un èxit. El Salyut 4 va deixar l'òrbita el 2 de febrer de 1977, i tornà aentrar a l'atmosfera terrestre el 3 de febrer.
Portava un telescopi solar i dos telescopis de raigs X.